# Archaeoananteroides maderai
Espèce
Archaeoananteroides maderai est une espèce fossile de scorpions de la famille des Ananteridae.

## Distribution
Cette espèce a été découverte dans de l'ambre de Birmanie. Elle date du Crétacé.

## Description
L'holotype mesure 19,19 mm.

## Systématique et taxinomie
Cette espèce a été décrite par Lourenço en 2016.

## Publication originale
- Lourenço & Velten, 2016 : « A new genus and species of fossil scorpion from Burmese Cretaceous amber (Scorpiones: Buthoidea: Buthidae). » Arachnida – Rivista Aracnologica Italiana, vol. 10, p. 2-9.